# 최세연
최세연(1975년 ~)은 대한민국의 가수다. 2020년 싱글 《두번의 이별》로 정식 데뷔했다.

## 방송
- 보이스퀸 (2019) - Top35(31위)
- KBS 1TV 인간극장 (2023) - '세연 씨의 당신을 위한 노래'(2023.11.27 ~ 12.2)

## 음반
- MBN 보이스퀸 ROUND 1 (2019)
- 두번의 이별 (2020)